# Cecil Clyde Rousseau
Cecil Clyde Rousseau (Filadélfia, 13 de janeiro de 1938) é um matemático estadunidense, especialista em teoria dos grafos e combinatória, professor emérito da Universidade de Memphis.
Rousseau obteve um Ph.D. em 1968 na Universidade do Texas A&M.
Tem Número de Erdős 1, sendo o quinto mais prolífico co-autor de Paul Erdős, com 35 artigos publicados.